# Apletodon incognitus
Apletodon incognitus е вид лъчеперка от семейство Gobiesocidae. Видът е незастрашен от изчезване.

## Разпространение и местообитание
Разпространен е в Албания, Босна и Херцеговина, Испания (Канарски острови), Италия (Сардиния и Сицилия), Кипър, Малта, Монако, Португалия (Азорски острови и Мадейра), Словения, Тунис, Турция, Франция (Корсика), Хърватия и Черна гора.
Среща се на дълбочина от 2 до 19 m.

## Описание
На дължина достигат до 2,7 cm.